# Полизешти (Браила)
Полизешти (рум. Polizești) насеље је у Румунији у округу Браила у општини Станкуца. Oпштина се налази на надморској висини од 7 m.

## Становништво
Према подацима из 2002. године у насељу је живело 165 становника, од којих су сви румунске националности.